# Megadolomedes
Megadolomedes is een geslacht van spinnen uit de  familie van de kraamwebspinnen (Pisauridae).

## Soort
- Megadolomedes australianus Koch, 1865